# Noéman
Noéman, né en Égypte, est un fils de Béla fils de Benjamin. Ses descendants s'appellent les Noémanites.

## Noéman et son frère
Noéman a pour frère Héred.

## La famille des Noémanites
La famille des Noémanites dont l'ancêtre est Noéman sort du pays d'Égypte avec Moïse.